# Deșeu toxic
Un deșeu toxic este orice material nedorit, sub toate formele care pot provoca vătămări (de exemplu, prin inhalare, înghițire sau absorbție prin piele). Produse în mare parte de industrie, produsele de consum precum televizoare, computere și telefoane conțin substanțe chimice toxice care pot polua aerul și contamina solul și apa. Aruncarea acestor deșeuri este o problemă majoră de sănătate publică.
Deșeurile pot conține substanțe chimice toxice⁠(d), metale grele, radioactive, agenți patogeni periculoși sau alte toxine. Chiar și gospodăriile generează deșeuri periculoase⁠(d) din articole precum baterii, echipamente electronice uzate și resturi de vopsele sau pesticide. Materialele toxice pot fi fie produse de om, fie să existe în mod natural în mediu. Nu toate substanțele periculoase sunt considerate toxice.